# Guerre civile somalienne (depuis 2006)
Pour les articles homonymes, voir Guerre de Somalie.
- Contrôlé par la Somalie, l'AMISOM, le Puntland et leurs alliés
- Contrôlé par Al-Shabbaab
- Contrôlé par le Khatumo
- Contrôlé par le Somaliland

Batailles
- Force d'intervention unifiée
- Mogadiscio

Guerre civile somalienne (depuis 2006)
- Intervention militaire du Kenya
- 2e Kismaayo
- Buulo Mareer
- Lego
- Janale
- Al-Adde
- Halgan
- Kolbiyow

Attaques d'Al-Shabbaab au Kenya
- Westgate
- Garissa
- Nairobi

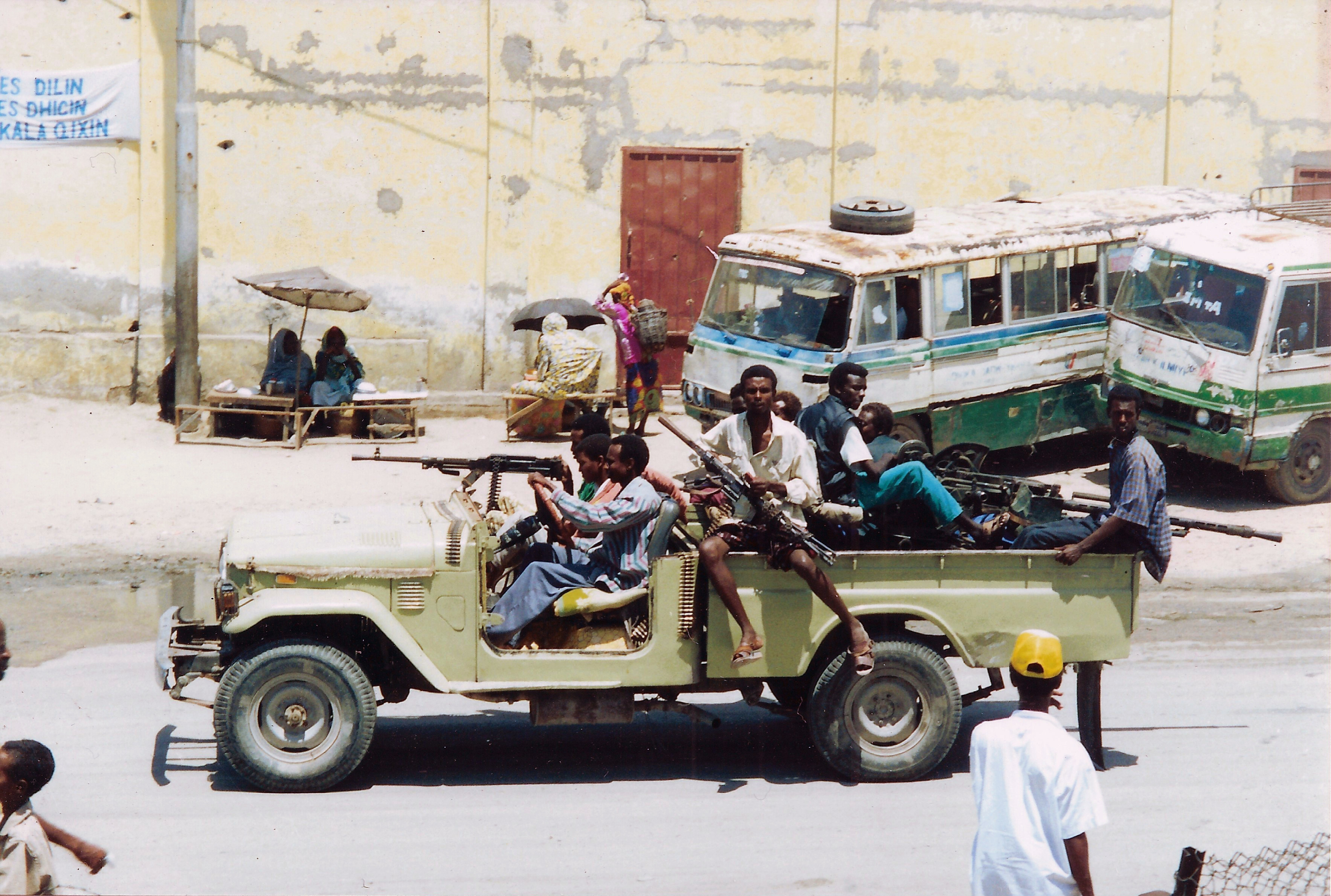
Un technical à Mogadiscio.

La nouvelle phase de la guerre civile somalienne, en cours depuis 2006, est un conflit armé qui oppose principalement le gouvernement fédéral, présidé de 2004 à 2008 par Abdullahi Yusuf Ahmed, à divers groupes, islamistes ou claniques. Elle a opposé un temps le gouvernement fédéral de transition à l'Union des tribunaux islamiques, dans un cadre d'affrontements claniques qui a cours depuis le début de la guerre civile somalienne en 1991. Cette dernière, qui a conduit à la fragmentation du pays et à l'autonomie voire l'indépendance autoproclamée de plusieurs régions (Puntland, Somaliland), a abouti en 2003 à la proclamation d'une Charte prévoyant un État fédéral, et à la mise sur pied d'institutions fédérales de transition, visant à reconstruire l'État somalien.
L'Éthiopie a elle-même officiellement envahi la Somalie le 21 décembre 2006 afin de rétablir l'ordre et lutter contre les divers groupes islamistes, l'Union des tribunaux islamiques n'étant que la fédération la plus organisée de ces groupes. Toutefois, cette union, hétérogène, inclut aussi bien des radicaux, tels que Hassan Dahir Aweys, que des modérés, dont Sharif Ahmed, qui a été élu président du gouvernement de transition en janvier 2009. Depuis 2007, Al-Shabaab, qui a introduit la tactique des attentats-suicides en 2008, est le principal groupe radical qui lutte contre les institutions de transitions. Il est allié à la coalition Hizbul Islam, formée en février 2009 et qui comprend l'Alliance pour la relibération de la Somalie de Hassan Dahir Aweys, et qui a déclaré la guerre au gouvernement de Sharif Ahmed.
La détérioration de la situation en Somalie, dont les institutions sont décrites comme symptomatiques d'un État en déliquescence, a aussi conduit à l'aggravation de la piraterie autour de la Corne de l'Afrique, affectant le commerce international. Depuis le coup d'État de 1991 ayant déposé Mohamed Siad Barre, la Somalie est en effet la proie de conflits internes et des seigneurs de guerre. Un ordre relatif avait été établi en 2006 par l'Union des tribunaux islamiques, mais les dissensions internes dans cette coalition, la guerre déclarée au gouvernement transitionnel par les islamistes radicaux, et les conflits inter-claniques ou entre seigneurs de guerre ont depuis repris. Depuis 2007, l'Union africaine a mis en place une force de maintien de la paix, appelée Mission de l'Union africaine en Somalie (AMISOM).

## La mise sur pied de nouvelles institutions fédérales de transition
Après l'échec de l'opération Restore Hope en 1992, les Américains se retirent, suivis par les Français. L'ONU met alors en place l'opération des Nations unies en Somalie (ONISOM) jusqu'en 1995 afin de convoyer l'aide alimentaire pour lutter contre la famine ; celle-ci échoua. Les 8 000 derniers Casques bleus s'en vont en mars 1995 alors que le pays est la proie de plusieurs factions en guerre les unes contre les autres : le centre et le sud-est est contrôlé par Hussein Mohamed Aidid (en), le nord-ouest par Mohamed Ibrahim Egal, élu de la République autoproclamée du Somaliland en 1997.
En janvier 1997, un accord de gouvernement, patronné par l'Éthiopie et le Kenya, échoue à ouvrir la voie à la reconstruction de l'État. Le nord-est se déclare autonome en 1998 sous le nom de Puntland.
Après diverses tentatives infructueuses de conciliation, une conférence de réconciliation aboutit en juillet 2003 à un projet de charte nationale prévoyant le fédéralisme et mettant sur pied des institutions fédérales de transition.
En 2004, le Parlement fédéral de transition de la République de Somalie, exilé au Kenya en raison des affrontements entre seigneurs de la guerre à Mogadiscio, et formé en nombres égaux de représentants de chacun des quatre grands clans somalis, élit en tant que président intérimaire Abdullahi Yusuf Ahmed, président de la région du Puntland. À la tête du Gouvernement fédéral de transition, celui-ci nomme Ali Mohamed Gedi, un vétérinaire de profession, en tant que Premier ministre.

## Déroulement

### Chute de Mogadiscio et intervention éthiopienne

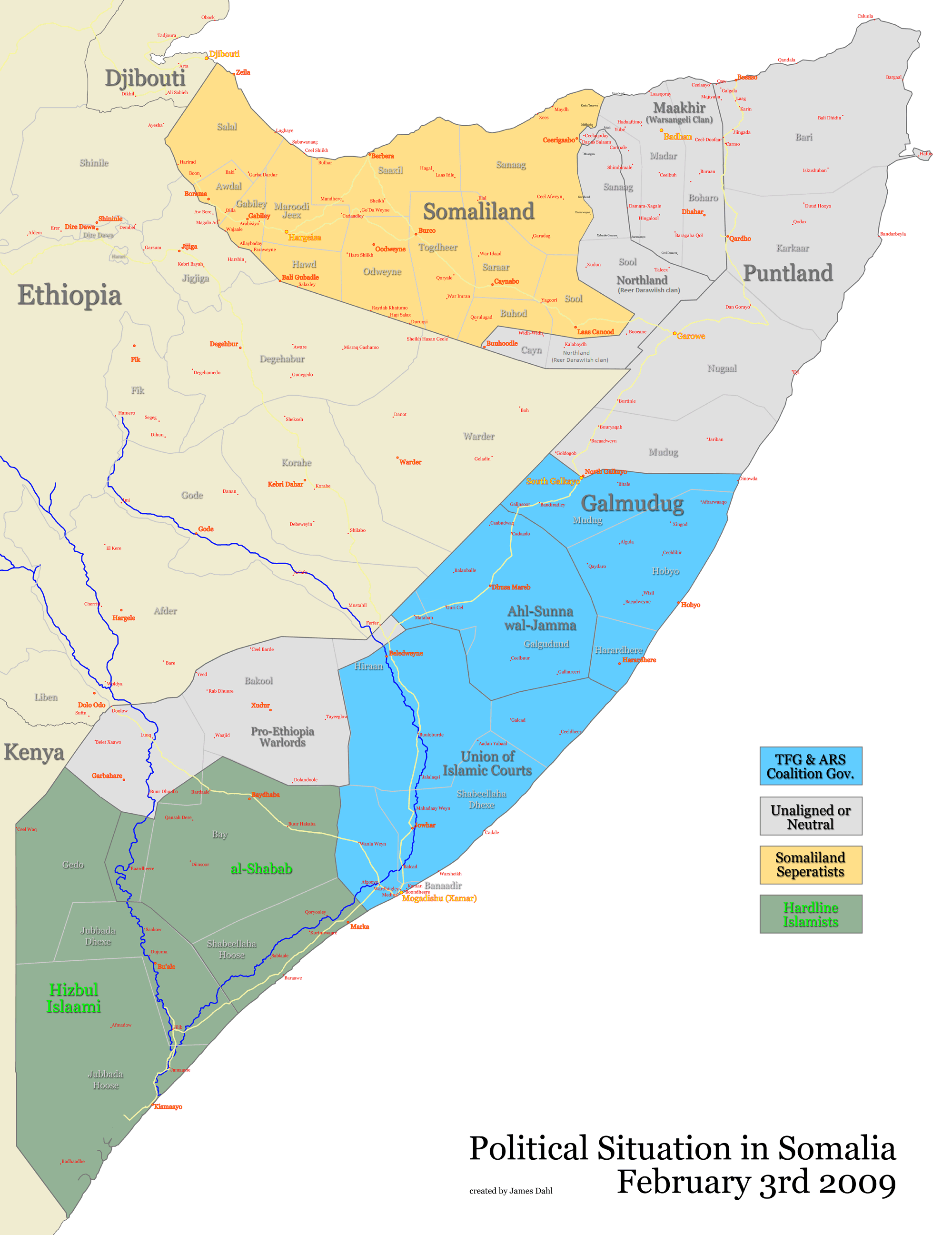
Positions occupées fin décembre 2006, offensive contre les Tribunaux islamiques maîtres de Mogadiscio depuis juin de la même année ; au nord, Somaliland et Puntland.

En février 2006, des seigneurs de la guerre se sont alliés à Mogadiscio dans l'Alliance pour la restauration de la paix et contre le terrorisme, soutenue par Washington, pour combattre l'Union des tribunaux islamiques. Les deux coalitions rivales se sont combattues à Mogadiscio (en) durant l'année 2006. En juin 2006, les tribunaux islamiques s'emparent de la capitale puis du dernier bastion de l'alliance des chefs de guerre, Jowhar, à 90 km.
Après un accord trouvé entre les institutions fédérales de transition (en) et l'Union des tribunaux islamiques, à Khartoum, en septembre 2006, la situation s'est aggravée. Le 9 octobre 2006, les Tribunaux islamiques ont déclaré « la guerre sainte » contre le gouvernement et l'Éthiopie, accusée d'ingérence militaire. Dès novembre, la rupture est consommée entre les Tribunaux islamiques et les institutions fédérales de transition. Le Puntland, qui avait été touché par le tsunami de décembre 2004, et présidé depuis 2004 par Mohamud Muse Hersi (alias « Adde »), fait face à une offensive des Tribunaux islamiques, refoulée avec succès.
Début décembre, le Conseil de sécurité des Nations unies autorise le déploiement d'une force de maintien de la paix, composée de 8 000 hommes, sous l'égide de l'Union africaine (résolution 1725).
Le 24 décembre 2006, le Premier ministre éthiopien Meles Zenawi annonce que son pays est en guerre contre les islamistes somaliens, officialisant l'intervention déjà en cours depuis plusieurs semaines.
En quelques jours, les forces de l'Union des tribunaux islamiques sont mises en déroute : les troupes éthiopiennes, alliées au gouvernement de transition, entrent dans Mogadiscio le 28 décembre 2006, boutant dehors les tribunaux islamiques. Des combats à Baidoa (en), dans le sud-ouest, firent aussi plus d'un millier de morts au même moment. Cependant, depuis 2007, une guérilla et des actes de terrorisme ont lieu contre le gouvernement de jure de la Somalie et les forces éthiopiennes.

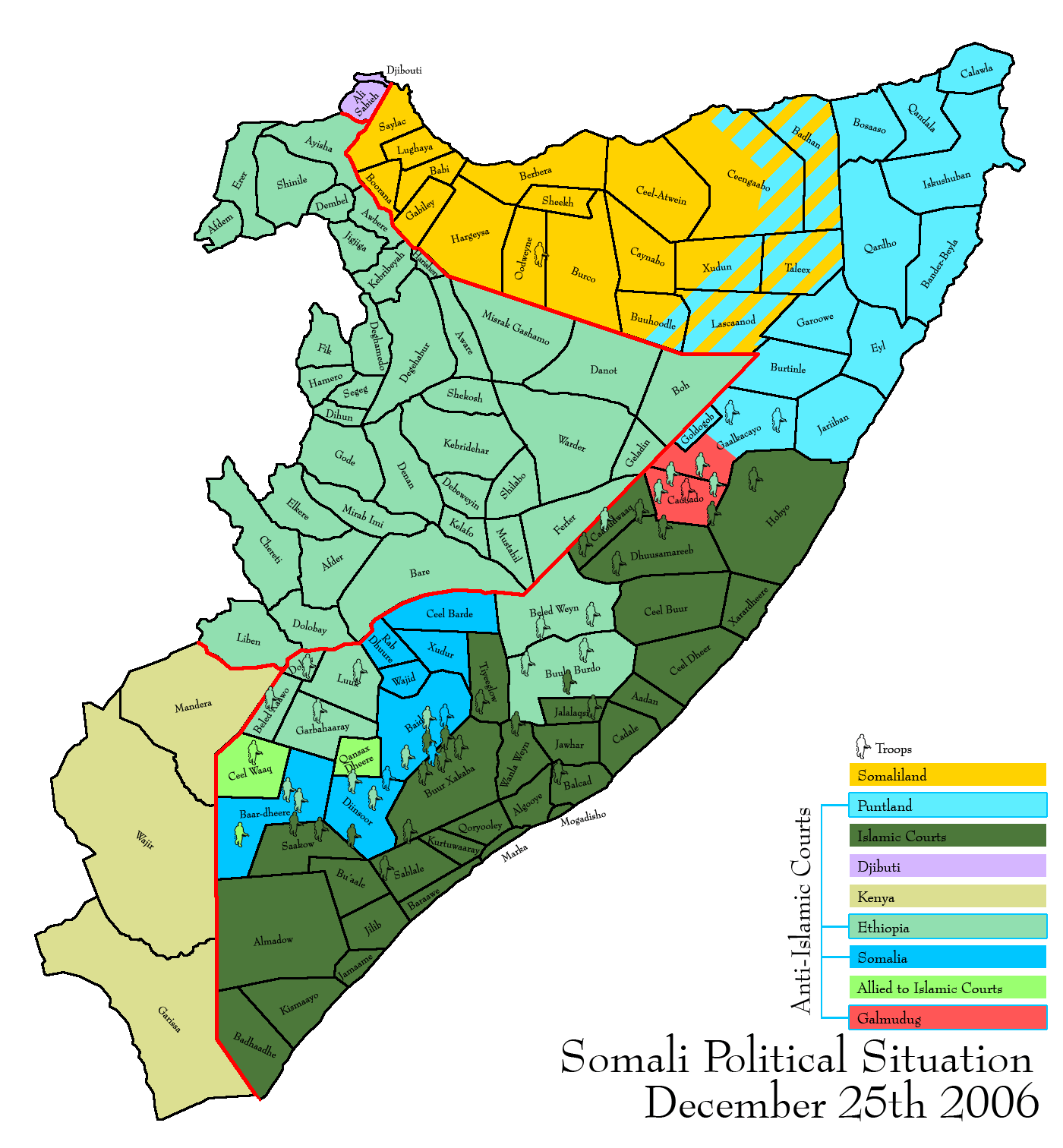
25 décembre 2006.
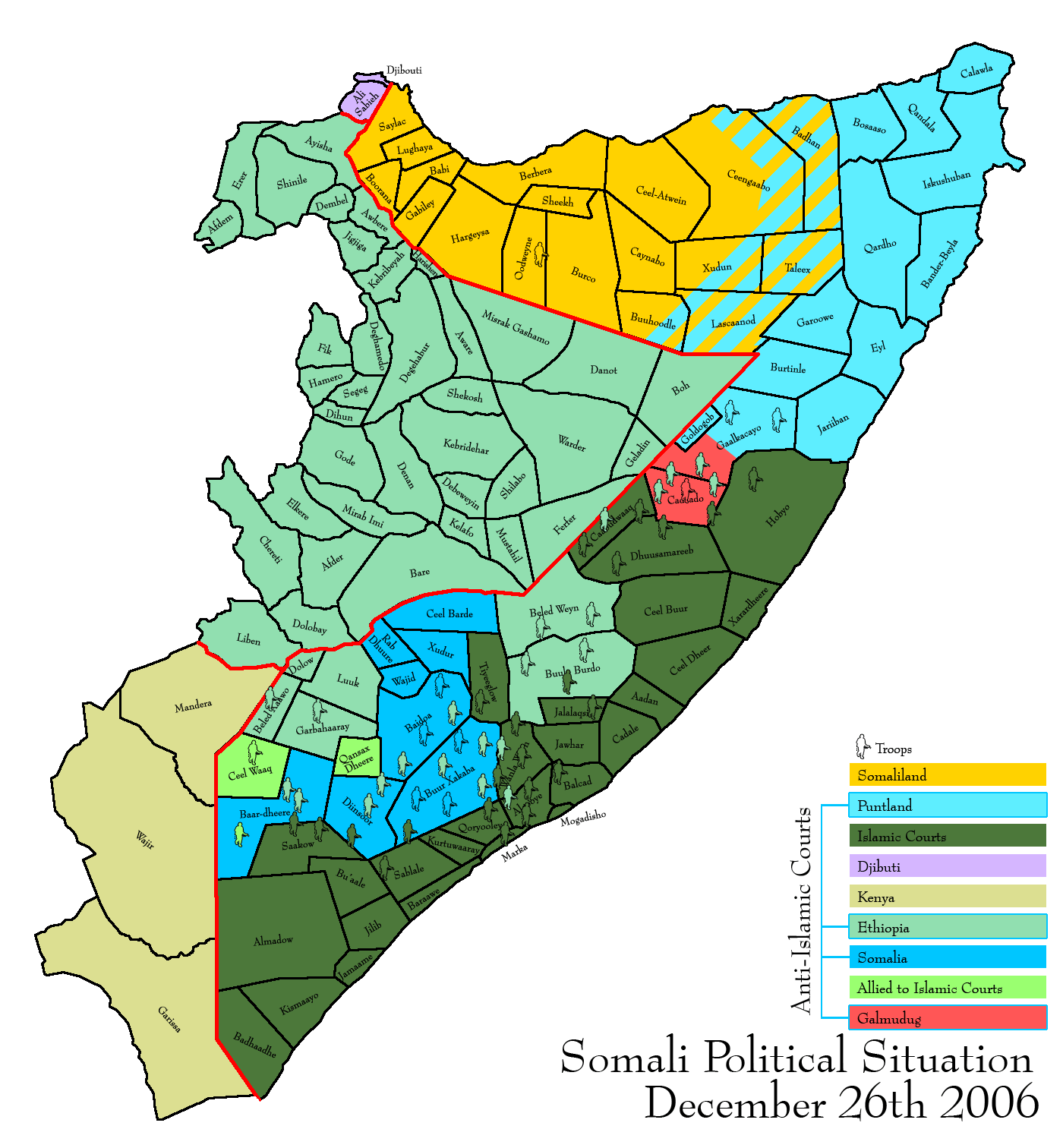
26 décembre 2006.
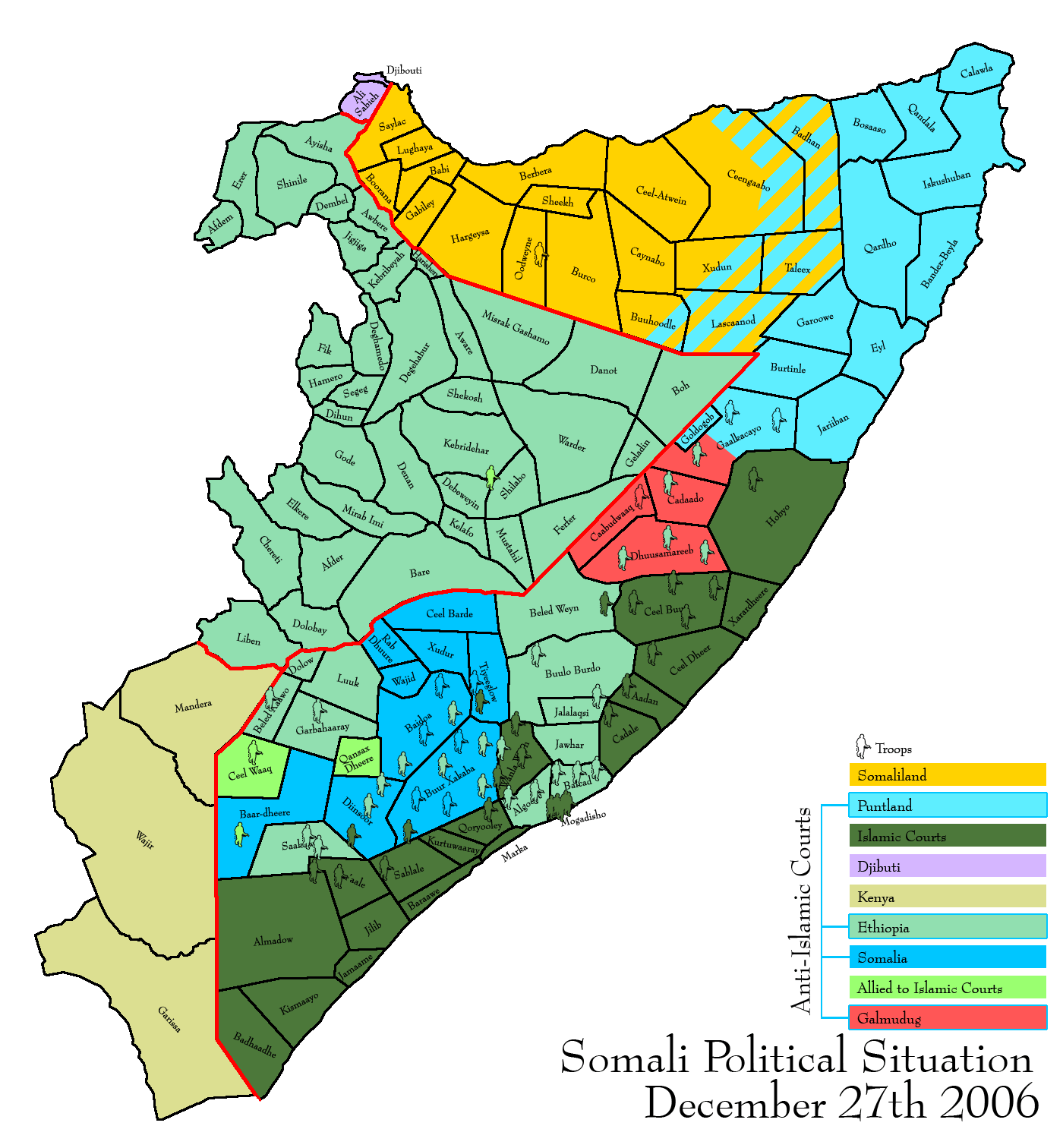
27 décembre 2006.
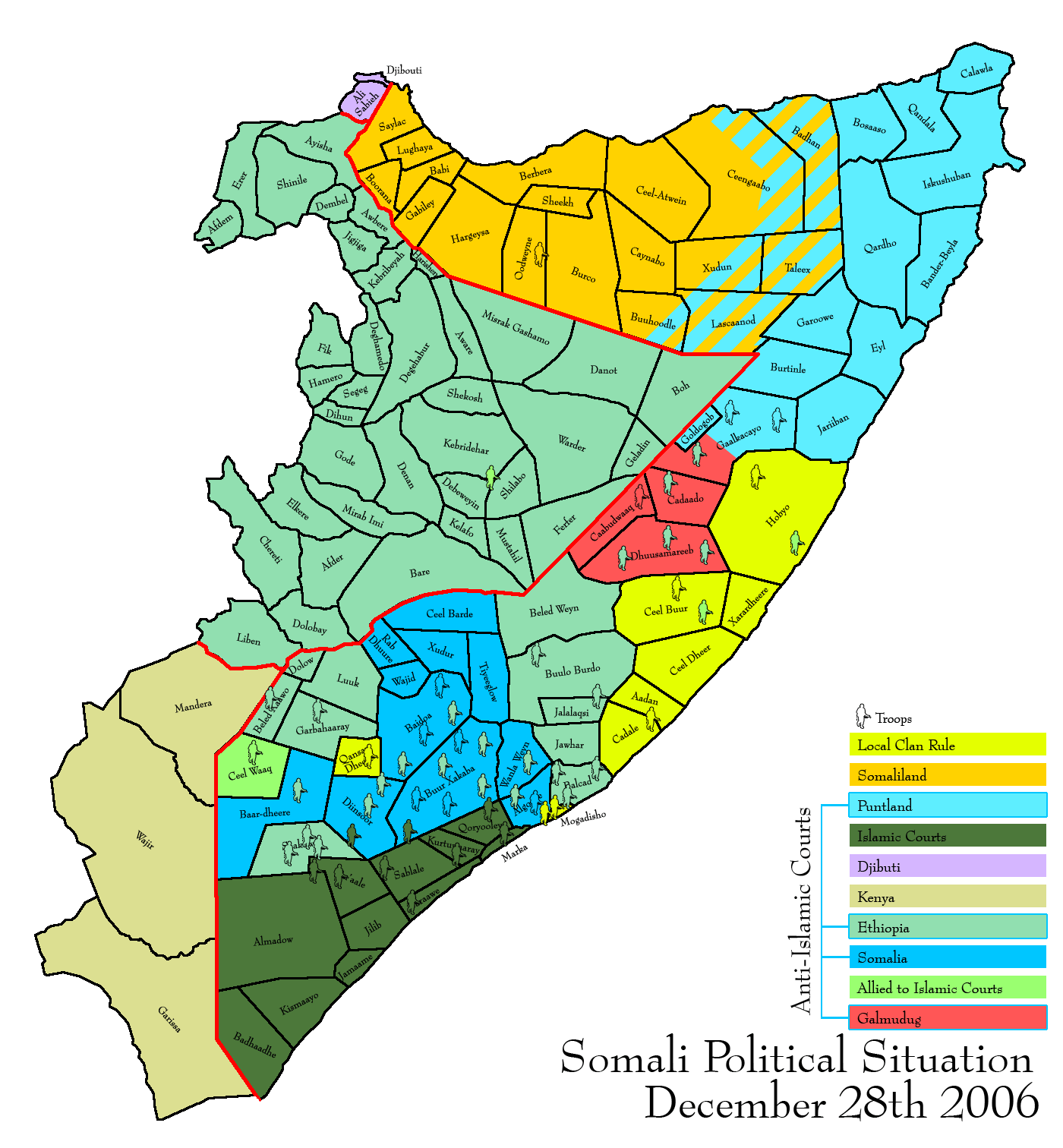
28 décembre 2006.
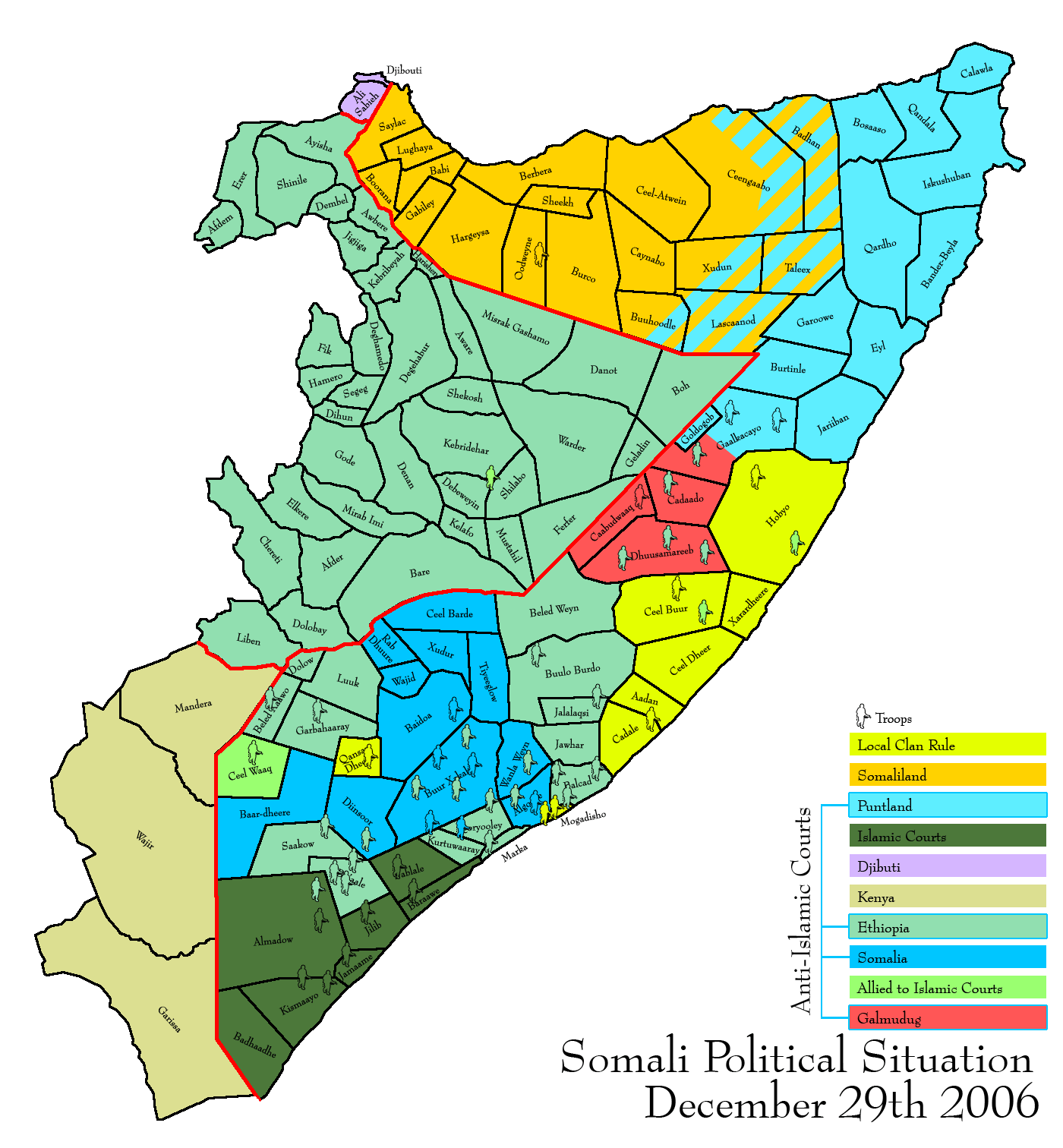
29 décembre 2006.

### Envoi de l'AMISOM
Le 5 janvier 2007, le président Abdullaï Youssouf Ahmed réclame « l'application immédiate du déploiement d'une force de paix africaine » dans son pays, lors de la réunion à Nairobi (Kenya) du Groupe de contact international sur la Somalie. Il s'appuie pour ceci « sur les bases » de la résolution 1725, qui autorise le déploiement d'une « mission de protection et de formation en Somalie » par les États membres de l'Union africaine et de l'Autorité intergouvernementale pour le développement (IGAD, qui regroupe la Somalie, l'Éthiopie, le Kenya, l'Ouganda, le Soudan, l'Érythrée et Djibouti) pour « protéger les membres des institutions fédérales de transition », former leurs forces de sécurité et « suivre les progrès réalisés par les institutions fédérales de transition et l’Union des tribunaux islamiques dans l’application des accords issus » de la déclaration de Khartoum de septembre 2006. De plus, la résolution « approuve les dispositions du plan de déploiement de l’IGAD selon lesquelles les États limitrophes de la Somalie ne déploieraient pas de troupes dans ce pays », excluant de fait les forces éthiopiennes.
Le 8 janvier 2007, un AC-130 de l'armée américaine bombarde en Somalie un bastion de terroristes affiliés à Al-Qaïda, la première intervention revendiquée par Washington sur le territoire somalien depuis son départ de 1993. Les cibles seraient des combattants islamistes soupçonnés d'avoir participé aux attentats contre les ambassades des États-Unis au Kenya et en Tanzanie en 1998.
Le 19 janvier, l'Union africaine décide de déployer une force de maintien de la paix d'environ 8 000 hommes, l'AMISOM. Le premier avion de troupes est touché par une roquette et le déploiement des troupes de l'UA est suspendu[réf. nécessaire].
Le 23 janvier 2007, les troupes éthiopiennes commencent officiellement leur retrait de Somalie. Mais la reprise des attaques dans Mogadiscio, tombée aux mains des insurgés, conduit au maintien en place de l'armée éthiopienne. En mars-avril 2007, celle-ci se bat contre les islamistes d'Al-Shabaab, alliés à des combattants du clan Hawiye (en). Si le gouvernement de transition, appuyé par l'Éthiopie, est victorieux, les combats (en) font un millier de morts. Les combats ont également poussé à l'exode un tiers de la population de la ville[réf. nécessaire]. La ville elle-même a beaucoup souffert des tirs d'artillerie échangés entre les belligérants.
Une conférence de « réconciliation nationale », à Mogadiscio, rassemble sans succès plus d'un millier de chefs de guerre et représentants de clans en juillet 2007. Le refus des islamistes d'y participer lui enlève en effet toute portée. Le même mois, une nouvelle région, le Maakhir, situé dans le nord entre le Somaliland et le Puntland, s'autoproclame indépendant.
En septembre 2007, lors d'une rencontre en Érythrée, des chefs de l'opposition au gouvernement soutenu par l'Éthiopie s'allient aux chefs des Tribunaux islamiques pour former l'Alliance pour la nouvelle libération de la Somalie. Outre le chef de l'Union des tribunaux islamiques, le sheikh Hassan Dahir Aweys, et le modéré Sharif Ahmed, la coalition inclut Sharif Hassan Sheikh Aden (en), l'ancien président du Parlement transitionnel, et Hussein Mohamed Farrah (en), fondateur du Conseil somalien de réconciliation et de restauration (en), formé en 2001 pour s'opposer aux institutions fédérales de transition, que Farrah accusait d'abriter des islamistes. L'Alliance obtient du parlement de transition d'étendre sa composition et de lui accorder des sièges.

### Novembre 2007 à novembre 2008
Les combats reprennent à l'automne et, en novembre 2007, une nouvelle bataille de Mogadiscio (en) fait 91 morts à Mogadiscio.

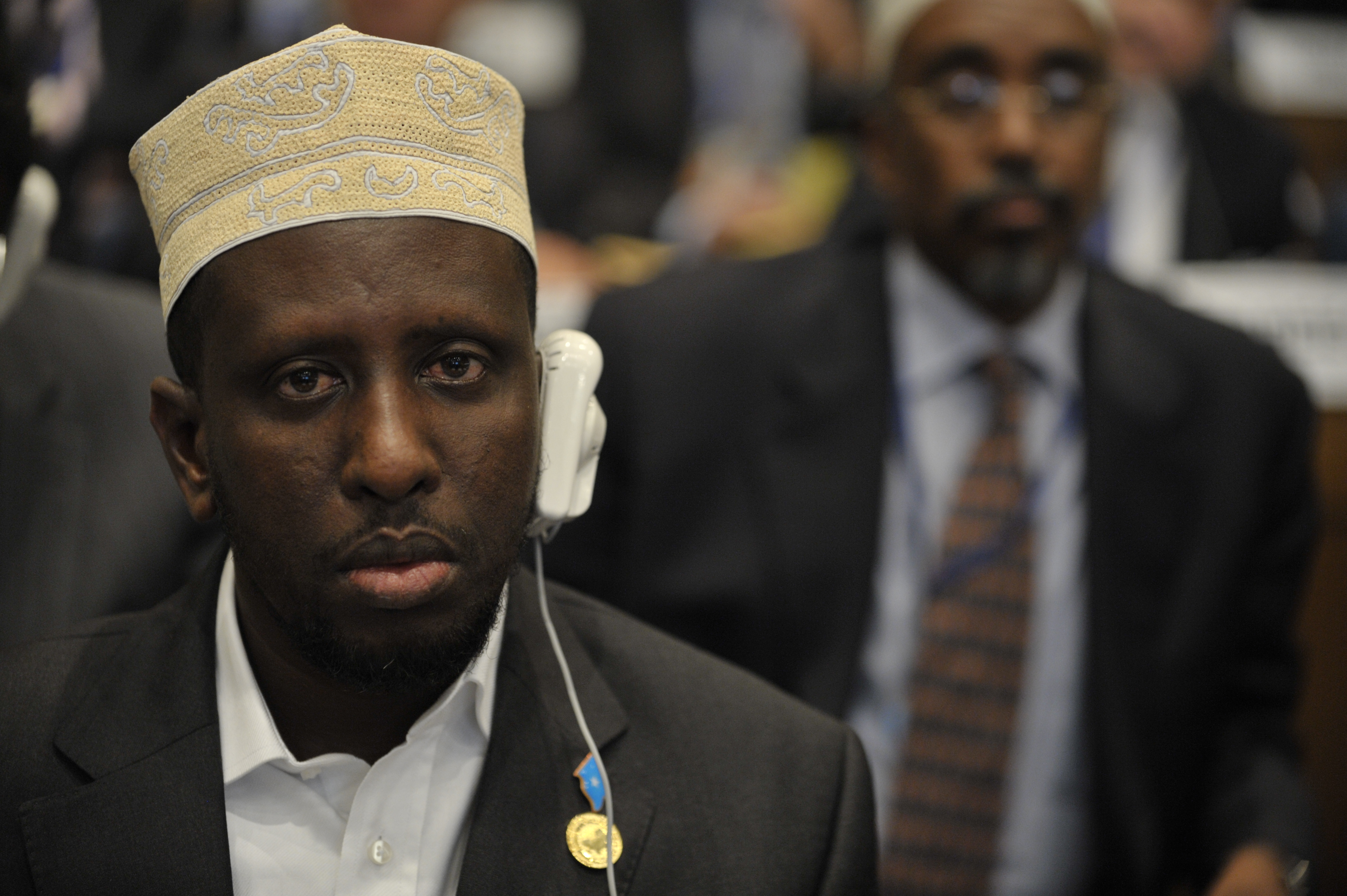
Sharif Ahmed, président du gouvernement de transition depuis janvier 2009, lors du XIIe sommet de l'Union africaine à Addis-Abeba. Ancien chef de l'Union des tribunaux islamiques, il est considéré comme un modéré.

Une nouvelle explosion de violence (en) a lieu à Mogadiscio les 19 et 20 avril 2008, faisant de cent à deux cents morts, avec notamment le massacre de la mosquée Al-Hidaya.
Peu fréquents auparavant, les attentats-suicides s'y sont multipliés à partir de 2008. Une bonne partie d'entre eux ont été revendiqués par le groupe islamiste al-Shabaab. Ainsi, cinq attentats-suicides ont eu lieu le 29 octobre 2008, qui ont été attribués au groupe al-Shabaab. L'un des kamikazes, Shirwa Ahmed, était un étudiant américain de 27 ans, venant de Minneapolis. Un autre attentat-suicide a eu lieu le 24 janvier 2009 à Mogadiscio, faisant 14 morts. L'attentat, qui échoua, visait les forces de l'Amisom (force africaine de la paix),. Les Shebabs en ont revendiqué un autre, le 24 mai 2009, qui a fait au moins 7 morts (dont six soldats et un civil). Le candidat au suicide visait une caserne militaire près de Mogadiscio.
Les prises d'otage (en), revendiquées par des groupes divers, islamistes ou criminels, se sont aussi répandues à ce moment. Parmi celles-ci, on peut citer :
- le journaliste Gwenlaouen Le Gouil enlevé par des miliciens d'un clan du port de Bosasso, dans le Puntland, en décembre 2007. Il a été libéré au bout de huit jours[11] ; le ministère des Affaires étrangères français remercia pour l'occasion le président du Puntland Mohamud Muse Hersi[12] ;
- deux employées de Médecins sans frontières, moins de 48 heures après la libération de Le Gouil, en décembre 2007[13] ;
- deux employés travaillant pour les Nations unies en avril 2008 (toujours disparus) ;
- trois journalistes en août 2008 (dont la canadienne Amanda Lindhout ; le somalien Abdifatah Mohamed Elmi a été libéré en janvier 2009[14]) ;
- quatre employés d'Action contre la faim en novembre 2008 ;
- deux conseillers du gouvernement français en juillet 2009, peut-être membres de la DGSE, qui s'étaient présentés comme journalistes[15]. Un de ces otages était détenu par le groupe Hizbul Islam du cheikh Hassan Dahir Aweys, l'autre par le groupe des shebabs, mais finalement ces derniers ont réussi à obtenir la garde des deux agents[16]. Selon le ministre somalien des Affaires sociales, Mohammed Ali Ibrahim, « la raison principale de l'enlèvement est que certains shebabs ont des proches emprisonnés en France, les pirates »[17]. La France détient en effet quinze pirates somaliens, dont certains arrêtés lors de la prise d'otages du Ponant, en avril 2008[17].

Le 18 août 2008, l'Alliance pour la nouvelle libération de la Somalie signe un accord à Djibouti avec les institutions de transition, établissant une trêve de 90 jours et prévoyant le retrait des forces éthiopiennes. Mais dès le 20 août, le groupe al-Shebab s'empare de Kismayo (en), la troisième ville du pays, située au sud, près de la frontière du Kenya, et y instaure la sharia dans sa version la plus radicale, Al-Shebab a aussi détruit des sites religieux (chrétiens et soufis) à Kismayo.
Le 20 novembre 2008, le Conseil de sécurité des Nations unies adopte une nouvelle résolution, au titre du chapitre VII, renforçant l'embargo sur les armes et s'inquiétant de la piraterie qui permettrait de contourner cet embargo. Cet embargo, en vigueur depuis 1992, est supervisé par le Comité des sanctions du Conseil de sécurité des Nations unies mis en place par la résolution 751 concernant la Somalie .

### Élection à la présidence de Sharif Ahmed (janvier 2009)
Le 14 décembre 2008, le président du gouvernement de transition Abdullahi Yusuf Ahmed force à la démission son Premier ministre Nur Hassan Hussein Adde, suscitant les protestations de la présidence du Conseil de l'Union européenne. À la suite de ces conflits internes au gouvernement de transition, le président lui-même démissionne le 29 décembre 2008. L'islamiste modéré Sharif Ahmed, qui fut président de l'Union des tribunaux islamiques, est élu fin janvier 2009 (en) par le parlement réuni à Djibouti. Il l'emporte face à Maslah Mohamed Siad Barre, fils de l'ancien président Mohamed Siad Barre, et au Premier ministre sortant Nur Hassan Hussein.
Dès février 2009, divers groupes islamistes fusionnèrent au sein du Hizbul Islam et déclarèrent la guerre au gouvernement de Sharif Ahmed. Cette coalition inclut l'Alliance pour la nouvelle libération de la Somalie, dirigée par Hassan Dahir Aweys, l'un des chefs radicaux de l'Union des tribunaux islamiques, Hassan Abdullah Hersi al-Turki (en), un autre commandant de l'Union des tribunaux islamiques et chef des brigades de Ras Kamboni (en) et le groupe Muaskar Anole (en). Cette nouvelle coalition islamiste est, avec le groupe al-Shabaab, la plus active dans le conflit. De plus, en mars 2009, Ben Laden appelle dans un enregistrement au renversement de Sharif Ahmed.
Cheikh Hassan Abdulahi al-Turki est décédé en mai 2015 des suites de maladie selon les shebabs.

### Depuis 2009
En décembre 2008, les soldats éthiopiens se retirent de Somalie laissant derrière eux un contingent de l'Union africaine, la Mission de l'Union africaine en Somalie dit AMISOM, composé de 3 400 soldats burundais et ougandais pour aider le fragile gouvernement fédéral de Transition somalien. Après le retrait éthiopien de Somalie, la moitié sud du pays tombe rapidement dans les mains des rebelles islamistes radicaux. La charia est par conséquent appliquée dans les zones sous le contrôle des miliciens d'Al-Shabaab.
Le 7 mai 2009, les shebabs attaquent Mogadiscio, capturant la plupart des quartiers de la ville mais à défaut de renverser le gouvernement, qui maintient son contrôle sur quelques kilomètres carrés de la capitale. Ainsi, on assiste depuis cette date à des combats dans les quartiers de la capitale et à des attentats perpétrés par Al-Shabaab.
Parallèlement à ce conflit, on assiste également à des tensions entre les territoires semi-autonomes de facto indépendants, le Somaliland (anti-GFT) et le Puntland (pro-GFT) dans le nord du pays, dégénérant parfois en affrontements armés.
Ainsi en octobre 2007, des combats entre les forces armées somalilandaises et puntlandaises font entre 10 et 20 morts à Las Anod, une ville disputée à la frontière des deux pseudo-États,. Par ailleurs, le 15 mai 2010, des affrontements entre le Somaliland (soutenu par l'Éthiopie) et un clan armé fidèle aux autorités du Puntland, font 13 morts et 33 blessés à Ayn, une localité du village de Buuhoodle, alors qu'une élection présidentielle devait avoir lieu au Somaliland.
Le 6 août 2011, les troupes du Gouvernement fédéral de transition, aidées par le groupe islamiste modéré Ahlu Sunna wal Jamaa (fidèle au GFT) et des soldats de l'AMISOM, parviennent à reprendre le contrôle de l'ensemble de Mogadiscio et d'en chasser les rebelles, débloquant ainsi partiellement l'état de siège sur la ville et cherchent à présent à reprendre le contrôle du sud du pays.
En octobre 2011, l'armée kényane intervient dans le conflit, lançant l'opération Linda Nchi (« protéger le pays » en swahili) contre les positions d'Al-Shabaab.
En janvier 2012, les shebabs perdent la ville de Beledweyne.

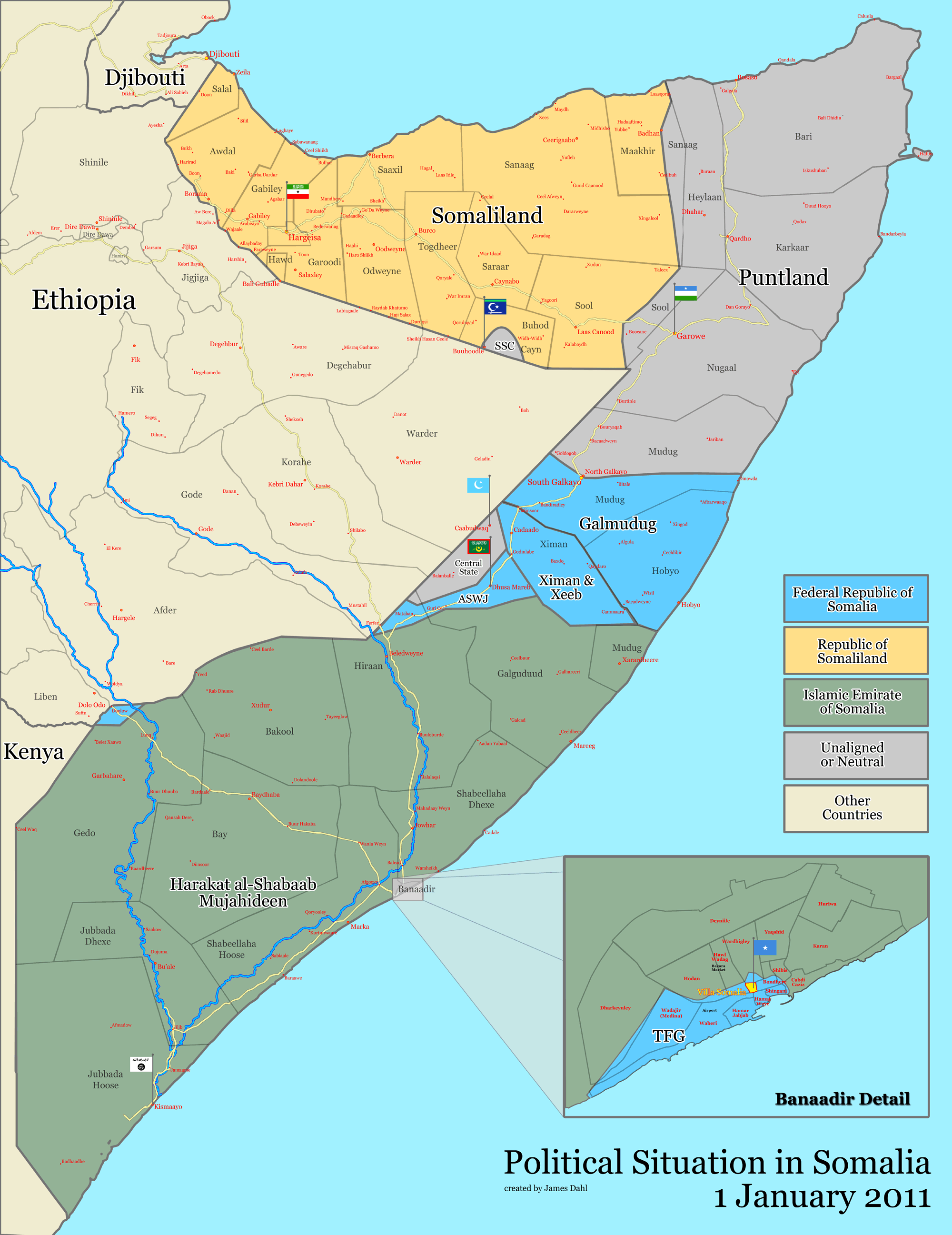
Situation en janvier 2011.
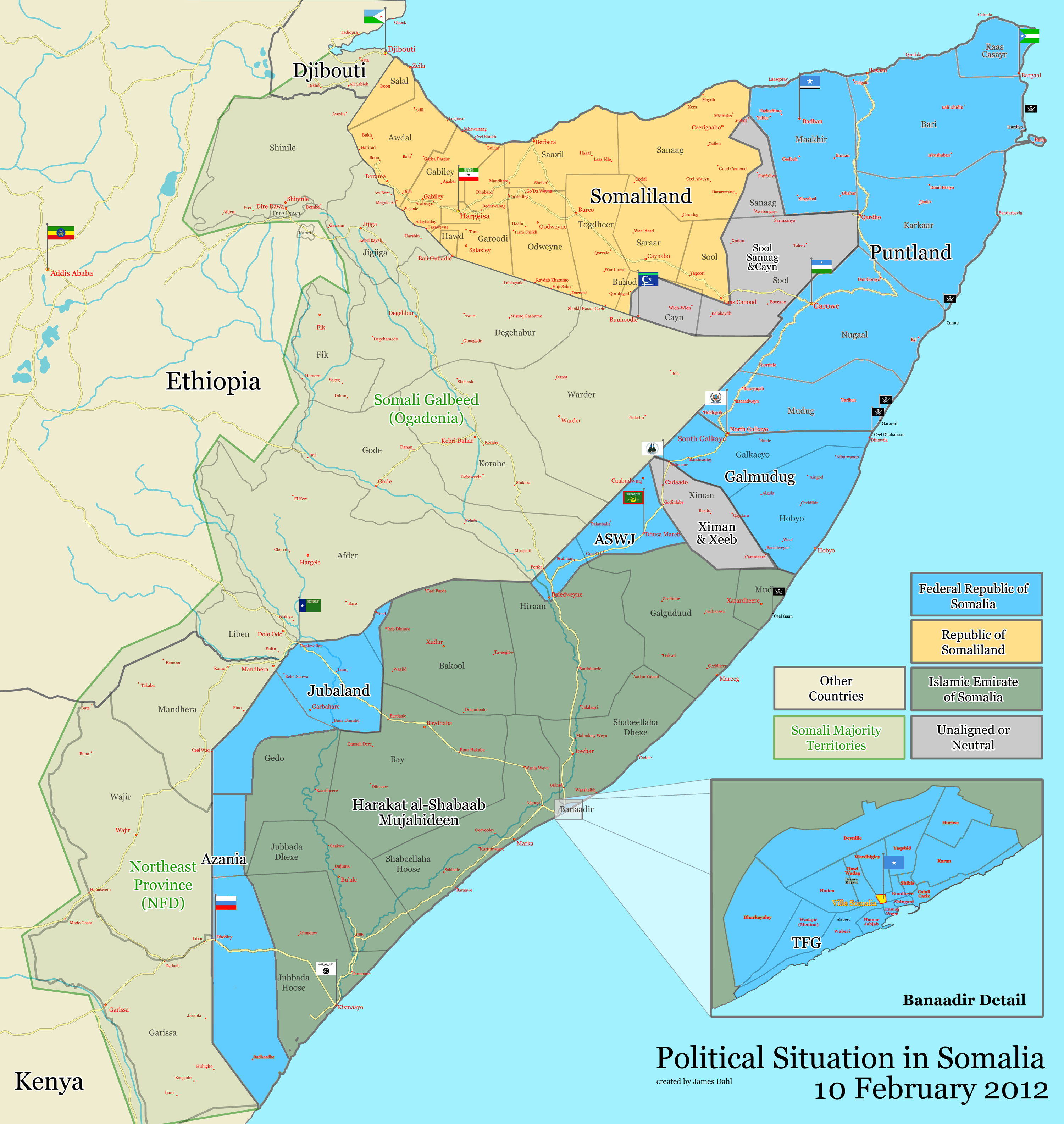
Situation en février 2012.
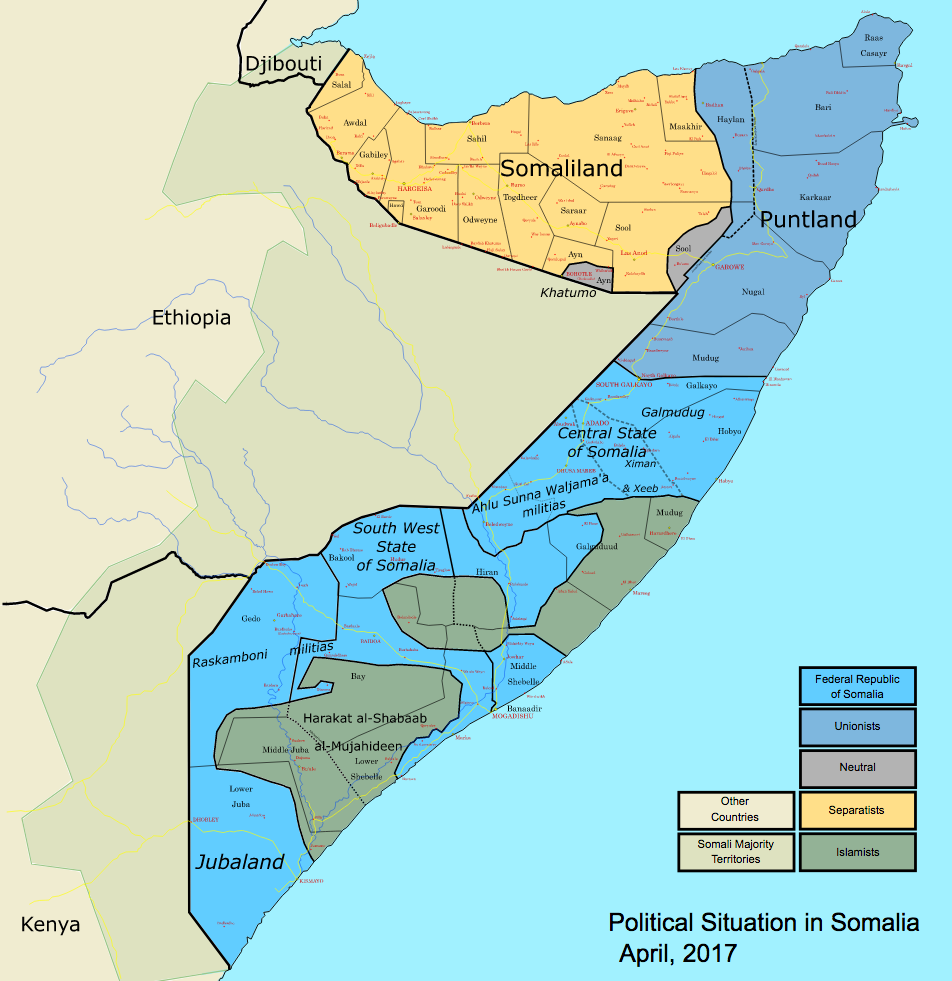
Situation en août 2014.

Le 11 janvier 2013, l'armée française lance une opération militaire afin de libérer l'otage Denis Allex de la DGSE, détenu par les Al-Shabbaab à Buulo Mareer (Sud de la Somalie) depuis 2009, mais celle-ci échoue.
Le 5 octobre 2013, la marine américaine lance un raid à l'encontre d'un chef islamiste d'Al-Shabbaab à Brava au sud de la capitale somalienne. D'après un responsable américain, le chef visé n'a été ni capturé ni tué.

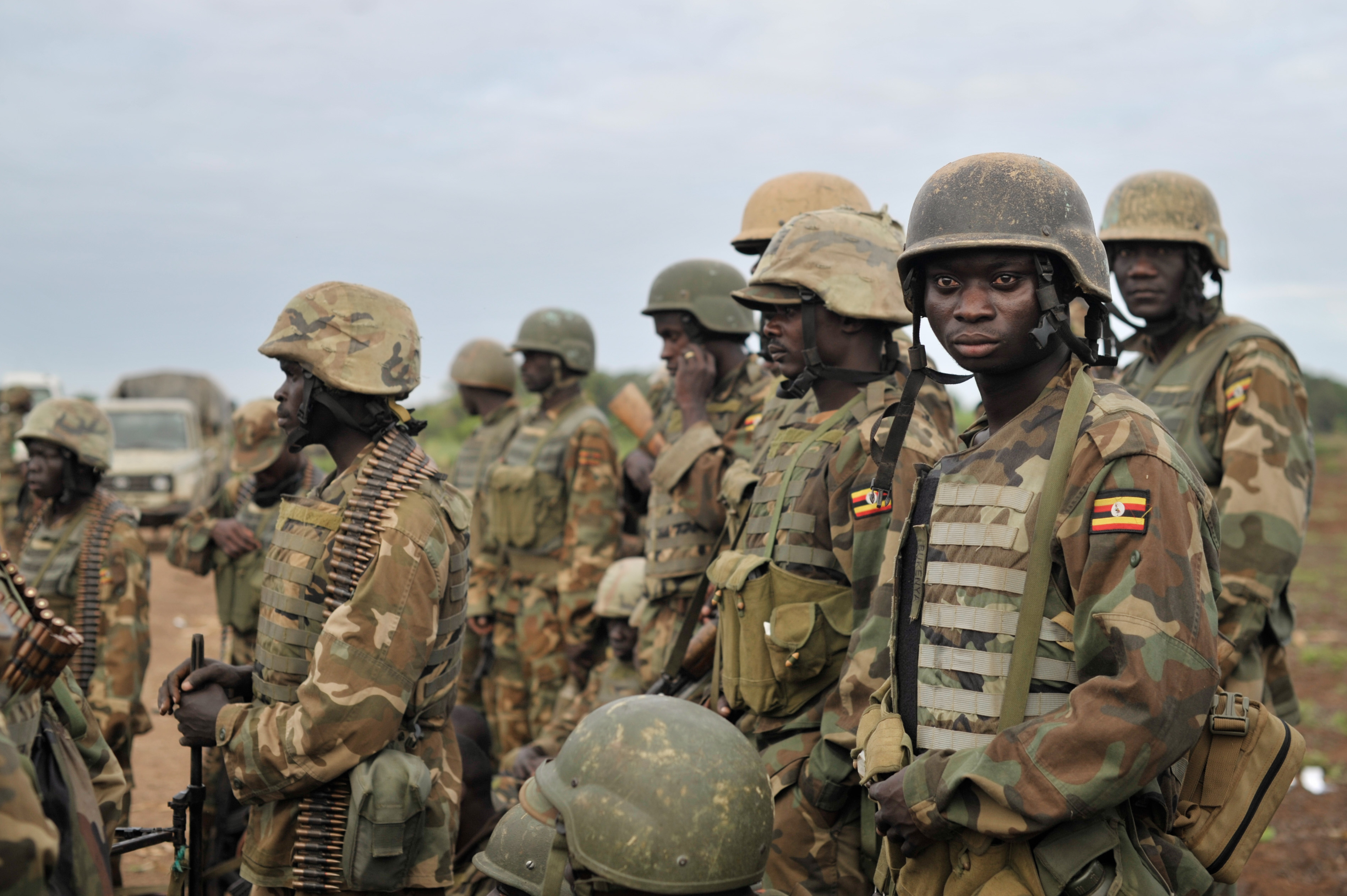
Militaires ougandais de l'AMISOM lors de la prise de Buulo Mareer, le 31 août 2014.

Fin août 2014, les forces du gouvernement somalien et de la Mission de l'Union africaine en Somalie reprennent le village de Buulo Mareer, jusqu'alors occupé par les islamistes des Al-Shebab.
Fin août 2014, la grande majorité des villes somaliennes sont sous contrôle de l'UNISOM et de l'armée somalienne qui ont repris Buulo Mareer le 30 août et déclarent vouloir capturer Brava. Des attentats et attaques-suicides de la part des shebabs sont néanmoins toujours en cours.
Le 3 octobre 2014, les shebabs abandonnent leur base de Brava et se replient à l'intérieur des terres.
Le 26 juin 2015, les shebabs attaquent subitement une base de l'AMISOM à Lego, et tuent plus de 50 soldats burundais. Le 17 juillet, les forces kényanes, éthiopiennes et somaliennes de l'AMISOM lancent alors une offensive contre les djihadistes dans les régions de Gedo et Bay, baptisée « Jubba Corridor ». Dès le 22, elles prennent sans combattre la ville de Bardera, tenue depuis sept ans par les djihadistes,. Puis le 24, Dinsor (en) tombe à son tour aux mains des forces somaliennes et éthiopiennes. Le 6 août, le chef de l'AMISOM déclare que plus de 300 combattants d'Al-Shebab ont été tués depuis le début de l'offensive. Cependant le 1er septembre, les shebabs prennent d'assaut la base de Janale (en) et tuent une cinquantaine de soldats de l'armée ougandaise. Puis, ils reprennent plusieurs villes sans combattre ; El Saliindi le 4 septembre, Kuntuwarey le 5 et Buqda le 6. Le 16 janvier 2016, ils prennentd'assaut la base d'Al-Adde (en), où des dizaines de soldats kényans sont tués. Le 5 février, l'AMISOM abandonne le port de Merka, qui est pris sans résistance par les shebabs le même jour. Cependant, les troupes somaliennes et l'AMISOM reprennent Merka le lendemain, les shebabs se retirant après n'avoir opposé qu'une légère résistance.
En octobre 2015, un des principaux chefs Al-Shabbaab, Abdiqadir Mumin, annonce prêter allégeance à l'État islamique,. Mais la scission est peu importante, Abdiqadir Mumin ne rallie qu'une cinquantaine ou une centaine de combattants et doit s'enfuir dans le Puntland, sous la pression des shebab ,.
Le 5 mars, l'aviation américaine mène un raid massif contre un camp shebab, le camp Raso, situé à 200 kilomètres au nord de Mogadiscio. Selon les États-Unis, environ 150 shebabs sur 200 sont tués par les frappes des avions et des drones,. Mais selon les shebabs, ce bilan est exagéré, le porte-parole du groupe djihadiste déclare : « Pour des raisons de sécurité, nous ne réunissons jamais 100 combattants en un seul lieu ».
Le 14 mars 2016, les shebabs font pour la première fois une incursion au Puntland.
Le 9 juin, les shebabs mènent une nouvelle attaque contre un camp militaire de l'AMISOM à Halgan (en), mais cette fois, l'attaque est repoussée par l'armée éthiopienne,. Le 17 juillet, un combat entre Éthiopiens et shebabs a encore lieu dans le village de Wardinle, près de Baidoa, faisant au moins 17 morts, dont 14 civils.
Le 21 août, un double attentat, revendiqué par les shebabs, fait au moins dix morts dans la ville de Galkayo, dans le centre de la Somalie. Le 18 septembre, le général somalien Mohamed Roble Jimale Gobale est tué avec quatre de ses gardes du corps dans un attentat-suicide à Mogadiscio revendiqué par les shebabs.
En octobre, les Éthiopiens se retirent d'El-Ali, Moqokori (en) et Halgan. Halgan tombe alors sans résistance aux mains des shebabs. L'Éthiopie justifie cette évacuation par des « contraintes financières ».
Le 26 octobre, des djihadistes ralliés à l'État islamique prennent la ville portuaire de Qandala, dans le Puntland. Le 10 novembre, les premiers combats éclatent aux abords de la localité entre les forces du Puntland et les djihadistes. La ville est reprise le 7 décembre.
Le 27 janvier 2017, une nouvelle attaque est menée par les shebabs contre le camp militaire de Kolbiyow, tenu par l'armée kényane. Les deux camps revendiquent la victoire,. Le 4 mai, un soldat américain est tué et deux autres blessés lors d'une opération contre les shebabs près de Barii. Les troupes américaines impliquées avaient pour mission de conseiller et assister l'armée somalienne dans cette opération.
En décembre 2018, d'importants combats éclatent entre les chebabs et l'État islamique en Somalie, qui dispose de quelques centaines d'hommes dans la région de Qandala, dans le Puntland. Le 21 décembre, Ali Dhere, le porte-parole des chebabs déclare : « Notre commandement ordonne à nos combattants d’attaquer et d’éliminer le cancer qu’est l'État islamique ».
En août 2019, l'AMISOM et l'armée somalienne s'emparent de la ville d'Awdheegle (en), qui était contrôlée depuis huit ans par les shebabs.
En 2022, les shebab redoublent d'activité, avec notamment un spectaculaire assaut, long d'une trentaine d'heures, fin août sur un hôtel de Mogadiscio. En octobre, un double attentat à la voiture piégée sur une artère très fréquentée du centre de la capitale fait au moins 100 morts et environ 300 blessés.
En décembre 2023, l'embargo sur les armes de l'ONU mis en place en 1992 est levé par le Conseil de sécurité des Nations unies.
Le 1er janvier 2025, La Mission de soutien et de stabilisation de l'Union africaine remplace la Mission de transition de l'Union africaine en tant que mission de maintien de la paix de l'Union africaine dans le conflit.
Le 18 mars 2025, la Turquie a fourni des équipements militaires et des drones à l'armée somalienne pour l'aider à repousser l'offensive d'Al-Shabab près de Mogadiscio
Le 20 mai 2025, Les autorités du Puntland confirment la mort de Ahmed Muse Said, un haut dirigeant de l' Etat islamique qui dirigeait le recrutement de membres de clans locaux, lors d'une opération de sécurité dans la région de Togga Miiraale, dans la région de Bari, au Puntland.

## Crimes de guerre
De 2006 à 2009, les shebabs, issus des tribunaux islamiques, ont procédé à une épuration religieuse des chrétiens de Somalie. Ils ont éradiqué totalement la petite communauté chrétienne de Somalie, essentiellement des Italo-Somaliens, et ont rasé tous les édifices de culte chrétien, la communauté chrétienne représentant aux yeux des djihadistes armés un relais de l'occidentalisation. Un fidèle a été décapité sous l’accusation d’espionnage au service de l’étranger.